# مجلس تداول الوزراء الهولندي

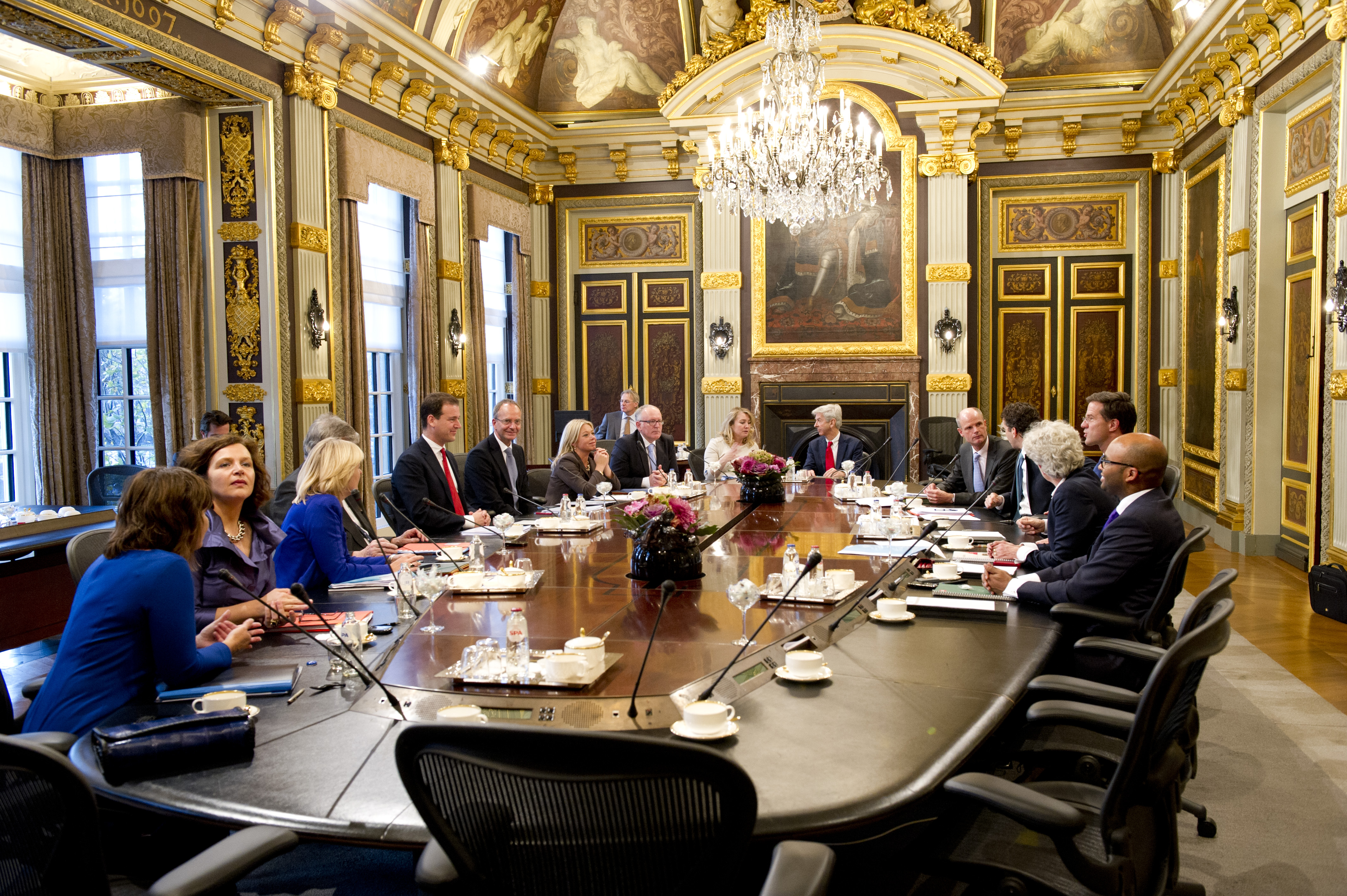
أول اجتماع تعقده وزارة روته الثانية عام 2012

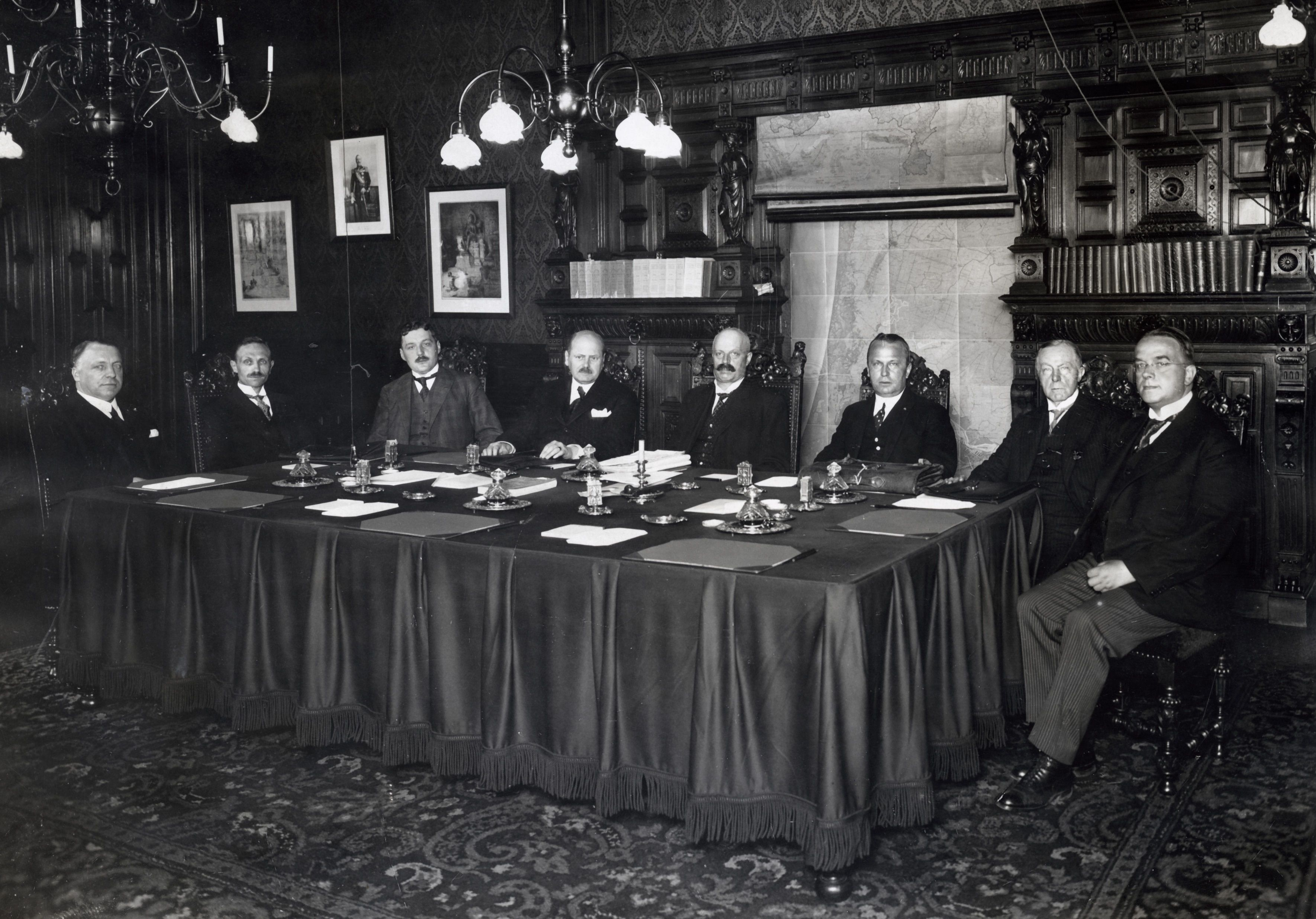
صورة لاجتماع يعود لعام 1929 لمجلس وزراء وزارة راوس دي بيرينبروك الثالثة (1929-1933).

مجلس تداول الوزراء الهولندي (بالهولندية: Ministerraad) هو المجلس التنفيذي لحكومة هولندا، والذي يتشكل من جميع الوزراء. ووظيفة هذا المجلس هي سن القوانين والسياسات. وهو يختلف عن مجلس وزراء هولندا الذي يضم أيضاً الوزراء المفوضين. الوزراء المفوضون لا يحضرون مجلس تداول الوزراء ما لم يطلب منهم القيام بذلك وليس لديهم حق التصويت.
مجلس الوزراء يجتمع كل أسبوع يوم الجمعة في Trêveszaal (غرفة المعاهدات) التي تشكل جزءاً من قصر بيننهوف. وتتخذ القرارات عن طريق الإدارة الجماعية. جميع الوزراء بما فيهم رئيس الوزراء هم (نظرياً) على قدم المساواة. ويرأس هذه الاجتماعات رئيس الوزراء. ووراء الأبواب المغلقة من Trêveszaal يمكن للوزراء أن يناقشوا بحرية القرارات المقترحة، والتعبير عن رأيهم في أي جانب من جوانب سياسة الحكومة. يتم اتخاذ القرارات مرة واحدة من قبل المجلس، ويلتزم به جميع الأفراد وملزمون بدعمها علناً. إذا كان هناك عضو في مجلس الوزراء لا يتفق مع قرار معين فإنه يضطر إلى التنحي. عموماً يتم وضع الكثير من الجهد في التوصل إلى توافق نسبي على أي قرار. عملية التصويت داخل المجلس موجودة، لكنها تستخدم نادراً.
وهذا المجلس جنباً إلى جنب مع الملك يشكلان الحكومة، التي تعرف باسم التاج، والذي يتخذ كل القرارات الكبرى. وفي الممارسة العملية لا يشارك الملك في اتخاذ القرارات اليومية للحكومة، على الرغم من أنها تبقى على علم أولاً بأول بما يجري من خلال الزيارات الأسبوعية (يوم الاثنين) لرئيس الوزراء له. ودستور هولندا لا يعبر عن مجلس الوزراء، ولكن بدلا من ذلك فقط يعبر عن مجلس تداول الوزراء والحكومة.